# Casimiro I di Opole
Casimiro I di Opole (in polacco: Kazimierz I opolski) (c. 1178/79 – 13 maggio 1230) è stato un nobile polacco, della dinastia Piast, duca di Opole e Racibórz dal 1211 alla morte.

## Biografia

### Primi anni

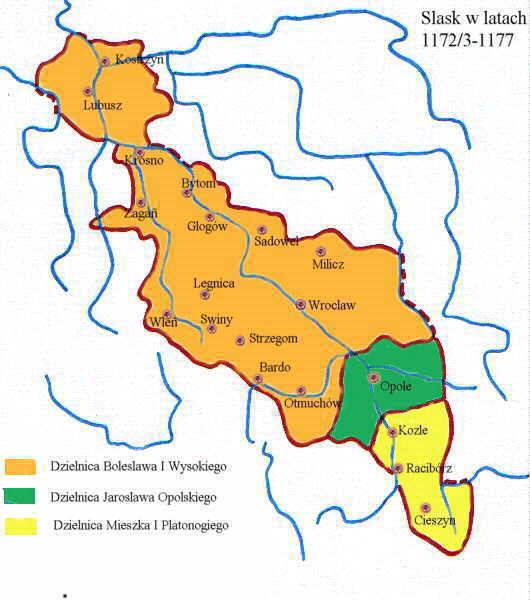
La Slesia nel 1173 con le suddivisioni di Opole e Racibòrz

Casimiro era il primogenito e figlio unico del Duca Miecislao (Mieszko I Plątonogi) e di sua moglie Ludmilla, probabilmente una principessa boema della dinastia dei Přemyslidi. Nel 1172-1173 il padre aveva diviso le terre della Slesia con il fratello maggiore Boleslao l'Alto e il nipote duca Iaroslao di Opole, ed aveva continuato a governare come Duca di Racibórz in Alta Slesia.
Poco si sa circa i primi anni di vita di Casimiro, tranne che per la sua stessa nascita, che fu il pretesto per un accordo tra suo padre Miecislao e Casimiro II il Giusto, che dal 1177 regnava come Granduca di Polonia avendo deposto il fratello maggiore Miecislao III il Vecchio (Mieszko III Stary). Casimiro II mirava a rompere l'alleanza di lunga data di Mieszko Plątonogi con lo zio Mieszko III il Vecchio e in cambio concesse al Duca di Racibórz i distretti della Piccola Polonia di Bytom, Oświęcim e Pszczyna come dono. Dopo la nascita del figlio ed erede di Mieszko Plątonogi, Casimiro II il Giusto fece da padrino del bambino che aveva anche il suo nome.
Mieszko Plątonogi allargò significativamente il suo territorio, quando dopo la morte del fratello maggiore Boleslao nel 1201 conquistò il ducato di Opole. Il figlio ed erede di Boleslao, il Duca Enrico il Barbuto dovette cedere le terre di Opole a suo zio e rinunciò anche a rivendicazioni di eredità sui ducati slesiani dell'Alta Slesia di Mieszko. Dopo la morte di suo zio Miecislao III il Vecchio nel 1202, Mieszko Plątonogi sollevò anche rivendicazioni sul trono di Cracovia, ma senza successo fino al 1210.

### Governo in Alta Slesia

Ducato di Opole-Racibórz (in giallo), nell'Alta Slesia 1217-1230

Mieszko Plątonogi morì nel 1211. Mentre Leszek il Bianco, figlio di Casimiro II il Giusto, diventava Granduca di Polonia, Casimiro I era pienamente pronto ad assumere il governo nei ducati dell'Alta Slesia di Opole e Racibórz. Inizialmente si unì alla coalizione dei "Giovani Duchi" Leszek il Bianco, Corrado I di Masovia e Ladislao Odonic, che combatterono contro la politica del duca della Grande Polonia Ladislao III Laskonogi e del Duca Enrico il Barbuto. Ciò si espresse principalmente attraverso la cooperazione con la gerarchia ecclesiastica, in particolare con il vescovo di Breslavia Wawrzyniec. Nel 1215, al Congresso di Wolbórz, Casimiro I diede alla chiesa grandi privilegi e immunità, che fu l'origine del distretto semi-indipendente di Ujazd, poi proprietà della diocesi di Breslavia.
La vasta cooperazione di Casimiro con la chiesa gli fornì anche sicurezza contro le ambizioni dei suoi vicini; tuttavia, questo servì solo a proteggere Racibórz: le terre di Opole erano in conflitto con il duca della Bassa Slesia Enrico il Barbuto; e le proprietà nella Piccola Polonia di Siewierz, Bytom e Oświęcim furono contestate dal ducato di Cracovia. Durante il suo regno, il duca Casimiro trasferì la sua residenza a Opole ed emulò il modello dominante del cugino Enrico il Barbuto per incoraggiare l'insediamento di coloni tedeschi nelle sue terre(Ostsiedlung). Iniziò il processo di adozione nelle città della legge municipale tedesca a Leśnica (Leschnitz) nel 1217 e nelle terre vescovili dei vescovi Ujazd nel 1222. Altre fondazioni di città inclusero Biała (Zülz) e Gościęcin (Kostenthal) nel 1225, così come Olesno (Rosenberg) nel 1226. Il processo di insediamento contribuì in modo moderato allo sviluppo economico del ducato di Casimiro; non si sviluppò in larga misura, tuttavia, come in Bassa Slesia.
Dato il crescente potere del Duca Enrico il Barbuto durante gli anni 1220, la posizione geopolitica di Casimiro I divenne più complicata. Prese dunque l'unica decisione possibile: stretta collaborazione con il cugino della Bassa Slesia. Il contenuto dell'accordo è sconosciuto, ma certamente durante la spedizione infruttuosa di Enrico il Barbuto contro Cracovia nel 1225, le truppe di Opole-Racibórz erano con lui. Questo fatto attesta la presenza di emigranti politici provenienti dalla Piccola Polonia dopo il 1225 a Opole-Racibórz (ad esempio, la famiglia Gryfici). Dopo questo anno, l'aiuto degli emigranti, come Klement di Brzeźnica (membro dei Gryfici), che assunse parte dei costi di costruzione delle mura cittadine di Opole, si dimostrò un bene per Casimiro I. L'alleanza con Enrico il Barbuto conferì anche i benefici territoriali del duca di Opole-Racibórz: nel 1227, a seguito della confusione regnante in Polonia dopo la morte di Leszek I il Bianco, Casimiro I annesse la fortezza di frontiera di Czeladź.
Casimiro I morì improvvisamente il 13 maggio 1230 (anche se alcuni storici pongono la data un anno prima) e fu sepolto nel monastero di Czarnowąsy (Czarnowanz), che fu generosamente patrocinato da lui. 

## Matrimonio e figli
Sorprendentemente, il Duca a più di trent'anni non era ancora sposato. Non si sa esattamente quando si sposò ma dalla ricostruzione delle date delle nascite dei suoi figli, si può concludere che le nozze avvennero dopo la morte di suo padre, tra il 1212 e il 1220. Le origini esatte della moglie di Casimiro I Viola (morta il 7 settembre 1251), sono sconosciute. Il cronista polacco del XV secolo Jan Długosz dichiarò che ella veniva dalla Bulgaria. Ebbero quattro figli: 
- Mieszko II il Grasso (nato nel 1220 circa - 22 ottobre 1246), succedette a suo padre come duca di Opole e Racibórz
- Ladislao (1225 - 27 agosto / 13 settembre? 1282), duca di Opole-Racibórz dal 1246
- Wenzeslawa (circa 1226/28? - 1 luglio dopo 1230?), suora a Czarnowąsy
- Eufrosina (1228/30 d. - 4 novembre 1292), sposata prima nel 1257 al duca Casimiro I di Cuiavia e poi nel 1275 al duca Mestwin II di Pomerania (divorziarono dall'agosto 1288).

Dopo la morte di Casimiro I, Enrico I il Barbuto assunse la reggenza e la tutela formale dei suoi figli minori, mentre la sua vedova Viola ne assunse la tutela diretta.